# Heteropanax brevipedicellatus
Heteropanax brevipedicellatus är en araliaväxtart som beskrevs av Hui Lin Li. Heteropanax brevipedicellatus ingår i släktet Heteropanax och familjen Araliaceae. Inga underarter finns listade.